# Pascal Fabre
Pascal Fabre (Lyon, 9 januari 1960) is een voormalig Frans autocoureur. Hij maakte zijn Formule 1-debuut in 1987 bij AGS en nam deel aan 14 Grands Prix waarvan hij er 11 mocht starten. Hij scoorde geen punten en werd vervangen door Roberto Moreno voor het eind van het seizoen.
Hij racete tussen 1988 en 1990 voor Courage Compétition in het World Sportscar Championship en reed nog in diverse andere raceklassen doorheen de jaren 90.